# Les Aventures de Huckleberry Finn (film, 1993)
Pour plus de détails, voir Fiche technique et Distribution.
Les Aventures de Huckleberry Finn ou Les Aventures de Huck Finn au Québec (The Adventures of Huck Finn) est un film américain réalisé par Stephen Sommers, sorti en 1993. 
Distribué par Walt Disney Pictures, ce film est adapté du roman éponyme Les Aventures de Huckleberry Finn de Mark Twain et a pour interprète du rôle-titre Elijah Wood (alors âgé de 12 ans).

## Synopsis
Huck Finn (Elijah Wood) est un garçon facétieux qui a été confié à la veuve Douglas depuis que sa mère est morte. Il mène une vie insouciante jusqu'au jour où son père (Ron Perlman), violent et alcoolique, revient le chercher pour récupérer l'héritage que sa mère lui a laissé. Huck prend peur et s'enfuit alors en se faisant passer pour mort.
Dans sa fuite, il croise Jim (Courtney B. Vance), esclave qu'il connaît bien et qui est lui-même en fuite. Tous deux décident de descendre le Mississippi pour rejoindre la ville de Cairo où une meilleure vie les attend. En chemin ils croiseront le Roi (Jason Robards) et le Duc (Robbie Coltrane), deux escrocs sans scrupules qui les emmèneront dans d'autres aventures.

## Fiche technique
- Titre original : The Adventures of Huck Finn
- Titre français : Les Aventures de Huckleberry Finn
- Titre québécois : Les Aventures de Huck Finn
- Réalisation : Stephen Sommers
- Scénario : Stephen Sommers d'après l'œuvre éponyme de Mark Twain, sorti en 1884
- Direction artistique : Randy Moore
- Décors : Michael Warga
- Costumes : Betsy Heimann
- Photographie : Janusz Kamiński
- Son : Steve C. Aaron
- Montage : Bob Ducsay
- Musique : Bill Conti
- Effets spéciaux : Roy Arbogast (en)
- Maquillage : Coree Lear
- Coiffure : Vicky Phillips
- Cascades : Ben Scott (coordinateur de cascades)
- Production : Laurence Mark (en)
  - Producteur délégué : Barry Bernardi, Steve White
  - Producteur associé : Llewellyn Wells
  - Coproducteur : John Baldecchi (en)
- Société de production : Walt Disney Pictures, Steve White Productions
- Société de distribution : Buena Vista Distribution Company
- Budget : 6 500 000 $ (estimation) [1]
- Recette aux États-Unis : 24 103 594 $ [1]
- Pays d'origine :  États-Unis
- Langue d'origine : anglais, français
- Format : Couleur (Technicolor) - 35 mm - 1,85:1 - Son : Dolby SR
- Durée : 108 minutes
- Sortie en salles : 
  - États-Unis : 25 mars 1993 (Los Angeles, Californie) ; 2 avril 1993 (sortie nationale)
  - France : 22 juin 1994

## Distribution
- Elijah Wood (VF : Christophe Lemoine ; VQ : Patrick Duplat) : Huckleberry « Huck » Finn
- Courtney B. Vance (VF : Pascal Nzonzi ; VQ : Éric Gaudry) : Jim
- Robbie Coltrane (VF : Benoît Allemane ; VQ : Vincent Davy) : le Duc
- Jason Robards (VF : William Sabatier ; VQ : Claude Préfontaine) : le Roi
- Ron Perlman (VF : Michel Vigné) : Papa Finn
- Dana Ivey (VF : Maria Tamar ; VQ : Élizabeth Chouvalidzé) : la veuve Douglas
- Anne Heche (VF : Véronique Rivière ; VQ : Élizabeth Lesieur) : Mary Jane Wilks
- James Gammon (VF : Jean Violette ; VQ : Ronald France) : l'adjoint Hines
- Paxton Whitehead (VF : Jean-Pierre Leroux ; VQ : Denis Mercier) : Harvey Wilks
- Tom Aldredge (VQ : Aubert Pallascio) : le Dr Robinson
- Laura Bell Bundy : Susan Wilks
- Curtis Armstrong (VF : Michel Mella ; VQ : Benoît Rousseau) : Country Jake
- Mary Louise Wilson (VF : Janine Forney) : Miss Watson
- Frances Conroy (VF : Laurence Crouzet) : la femme décharnée
- Danny Tamberelli : Ben Rodgers
- Mickey Cassidy : Bully
- Alex Zuckerman : Joe Rodgers
- Marion Zinser : Levi Bell
- Renée O'Connor (VF : Nathalie Spitzer) : Julia Wilks
- Garette Ratliff Henson : Billy Grangerford
- Richard Anders (VF : Jacques Frantz ; VQ : Yves Massicotte) : le colonel Grangerford
- Elaine Fjellman (VF : Nathalie Spitzer ; VQ : Geneviève De Rocray) : Miss Sophie Grangerford
- Janet Shea (VF : Annick Alane) : Mère Grangerford
- Dion Anderson (VF : Pierre Hatet) : le shérif

## Sorties cinéma
Sauf mention contraire, les informations suivantes sont issues de l'IMDb.
- États-Unis : 25 mars 1993 (Los Angeles, Californie)
- États-Unis : 2 avril 1993
- Argentine : 24 juin 1993
- Allemagne : 1er juillet 1993
- Finlande : 23 juillet 1993
- Espagne : 6 août 1993
- Portugal : 6 août 1993
- Brésil : 13 août 1993
- Australie : 6 janvier 1994
- Suède : 11 mars 1994
- Royaume-Uni : 27 mai 1994
- France : 22 juin 1994
- Irlande : 8 juillet 1994